# 昂格拉堡
昂格拉堡（法語：La Bastide-d'Engras），或纯音译作拉巴斯蒂德-当格拉，是法国加尔省的一个市镇，属于尼姆区和于泽斯县（Uzès）。该市镇总面积9.85平方公里，2009年时的人口为215人。

## 人口
昂格拉堡人口变化图示